# Gīlārlū
Gīlārlū (persiska: گيلارلو) är en ort i Iran.   Den ligger i provinsen Ardabil, i den nordvästra delen av landet, 500 km nordväst om huvudstaden Teheran. Gīlārlū ligger 684 meter över havet och antalet invånare är 341.
Terrängen runt Gīlārlū är kuperad, och sluttar norrut. Runt Gīlārlū är det ganska tätbefolkat, med 58 invånare per kvadratkilometer. Närmaste större samhälle är Germī, 8,0 km sydost om Gīlārlū. Trakten runt Gīlārlū består till största delen av jordbruksmark.